# Pöhistönsaari
Pöhistönsaari är en ö i Finland. Den ligger i sjön Kalliojärvi och Uuranjärvi och i kommunen Kemijärvi i den ekonomiska regionen  Östra Lapplands ekonomiska region  och landskapet Lappland, i den norra delen av landet, 700 km norr om huvudstaden Helsingfors. Öns area är 0,1 hektar och dess största längd är 50 meter i öst-västlig riktning.